# قائمة البعثات الدبلوماسية في جورجيا

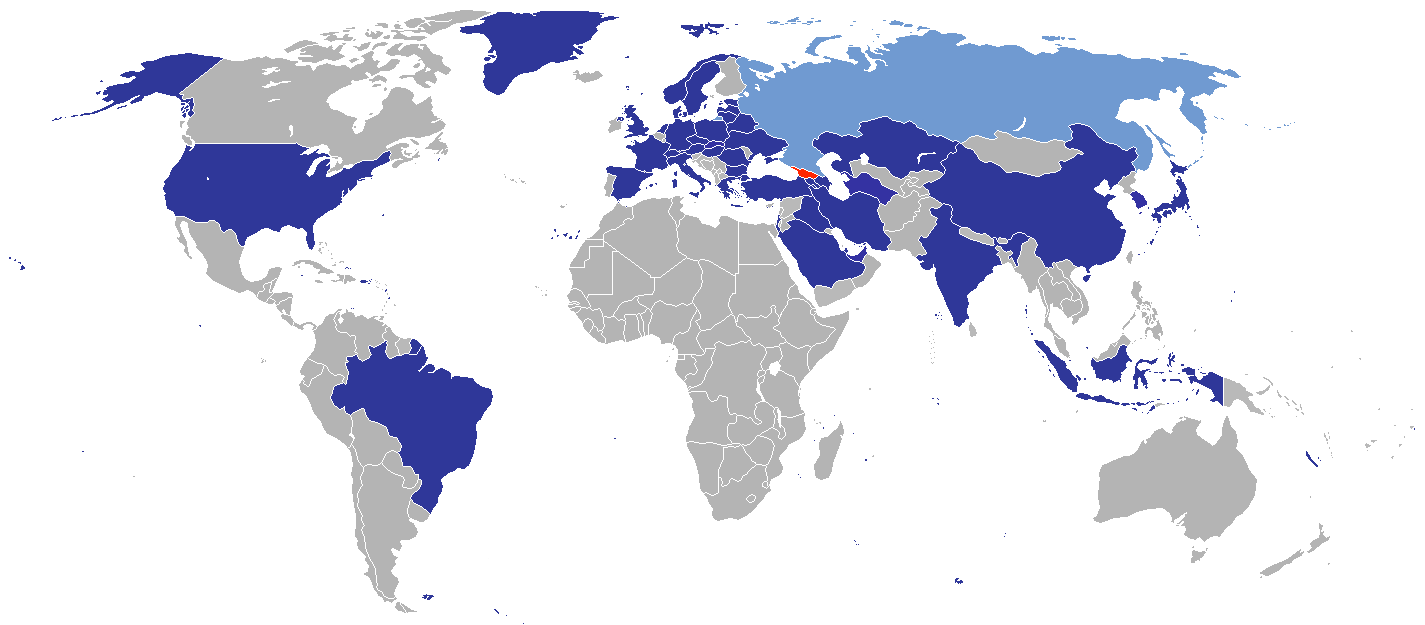
خريطة البعثات الدبلوماسية في جورجيا

هذه قائمة البعثات الدبلوماسية في جورجيا. يوجد حاليا 38 سفارة في تبليسي. العديد من الدول الأخرى لديها سفارات غير مقيمة. أغلقت روسيا سفارتها مباشرة بعد بداية الحرب في أوسيتيا الجنوبية في أغسطس 2008 وانتهت العلاقات الدبلوماسية بين البلدين.

## صالة عرض

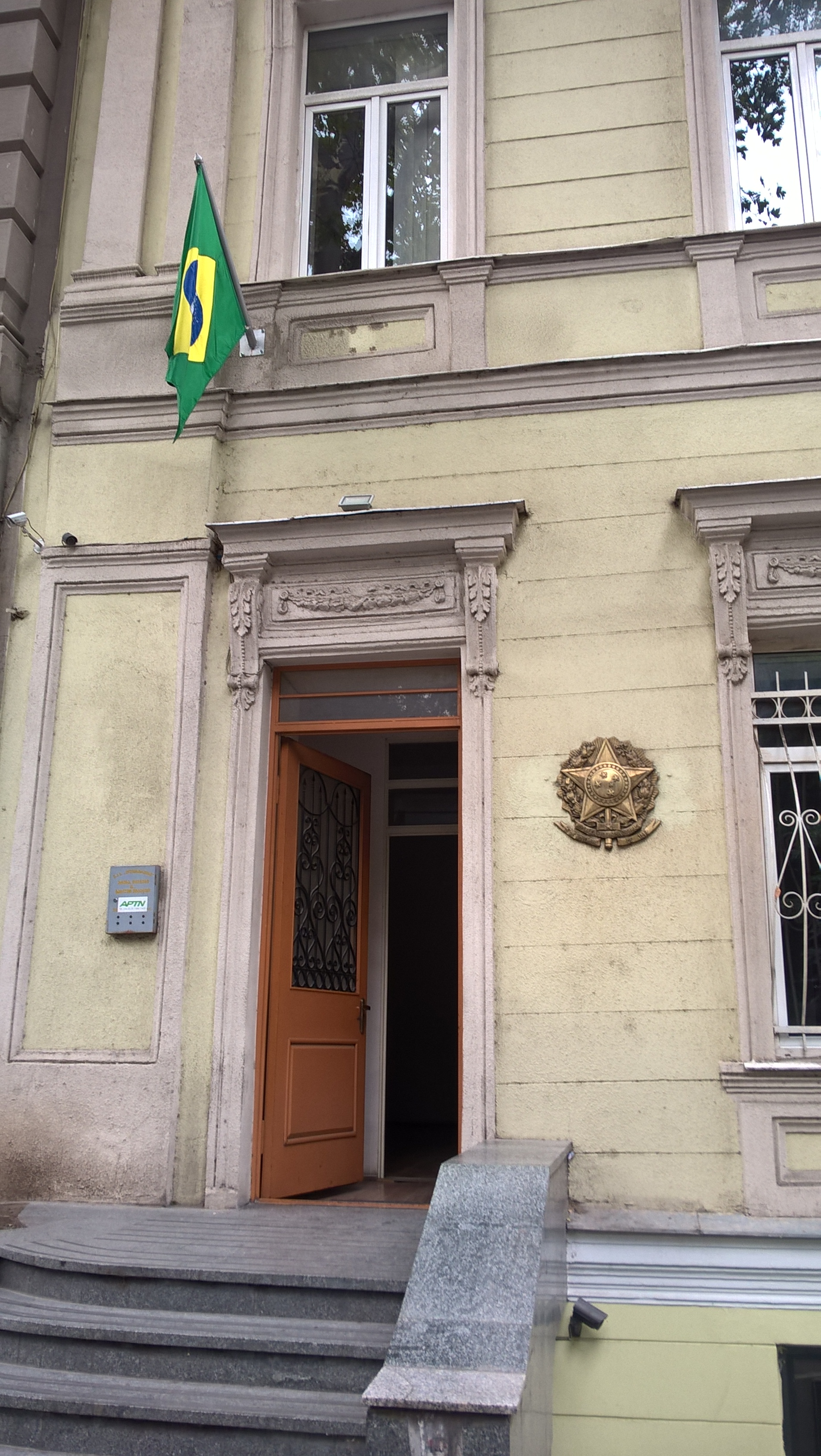
سفارة البرازيل
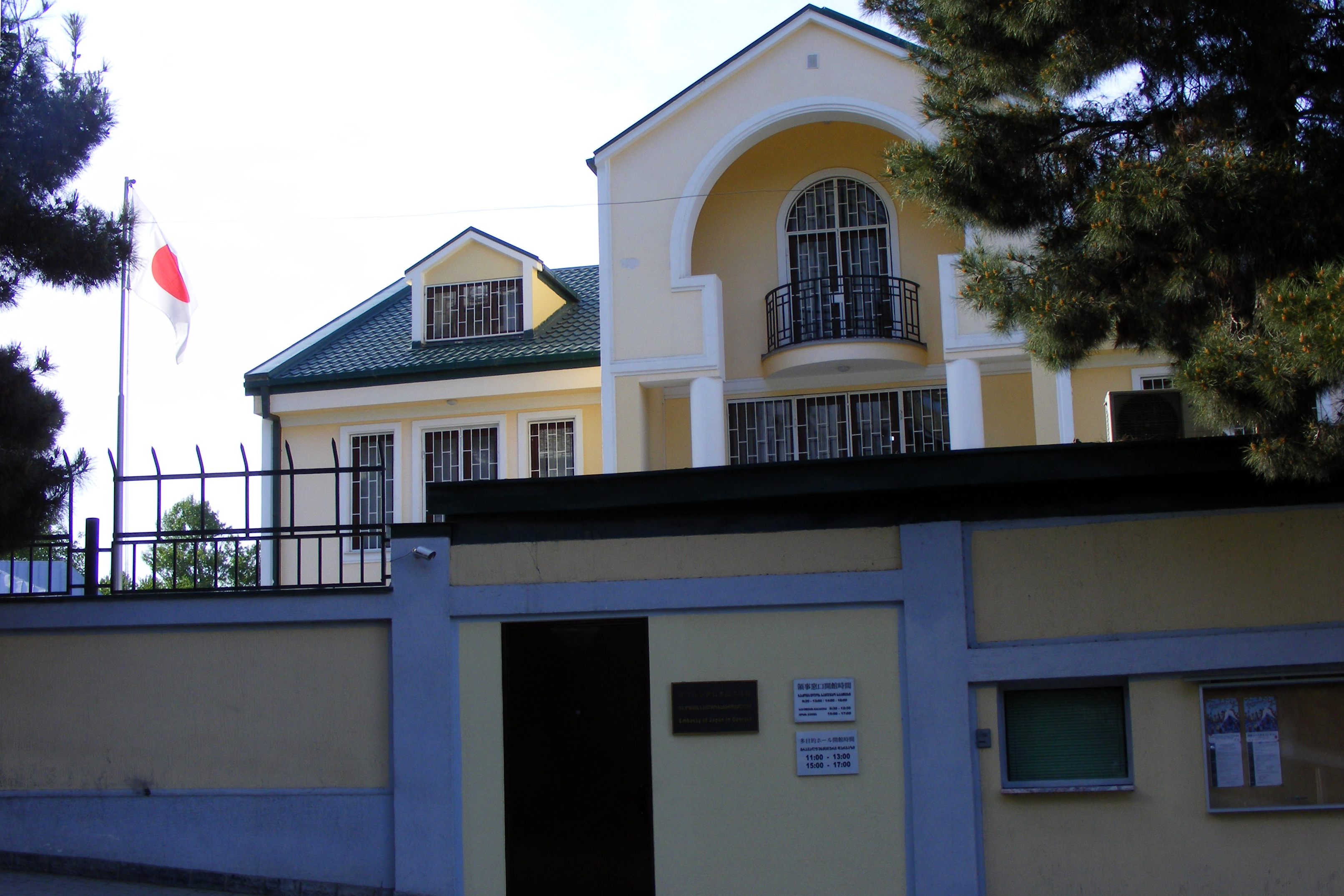
سفارة اليابان
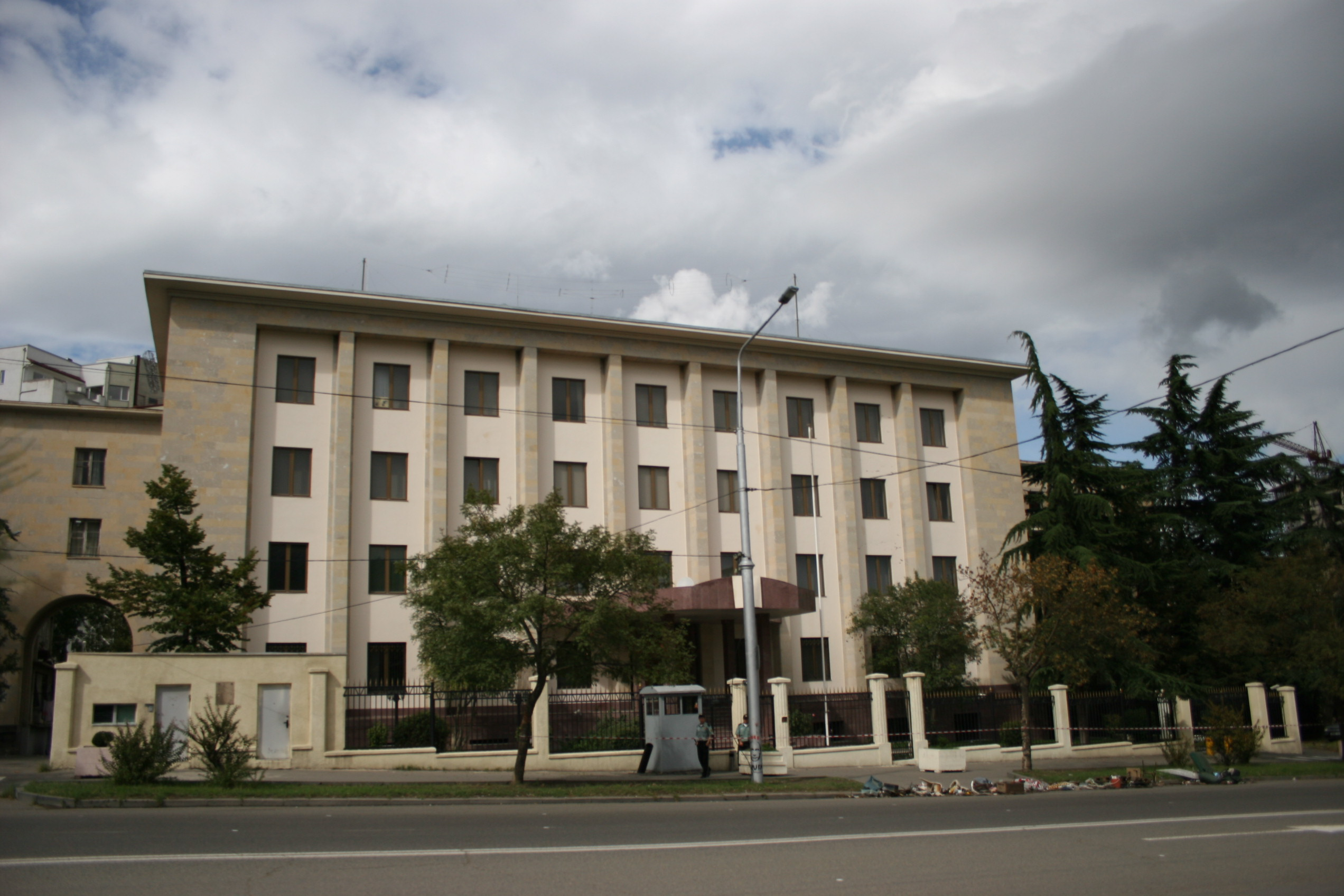
قسم المصالح الروسية
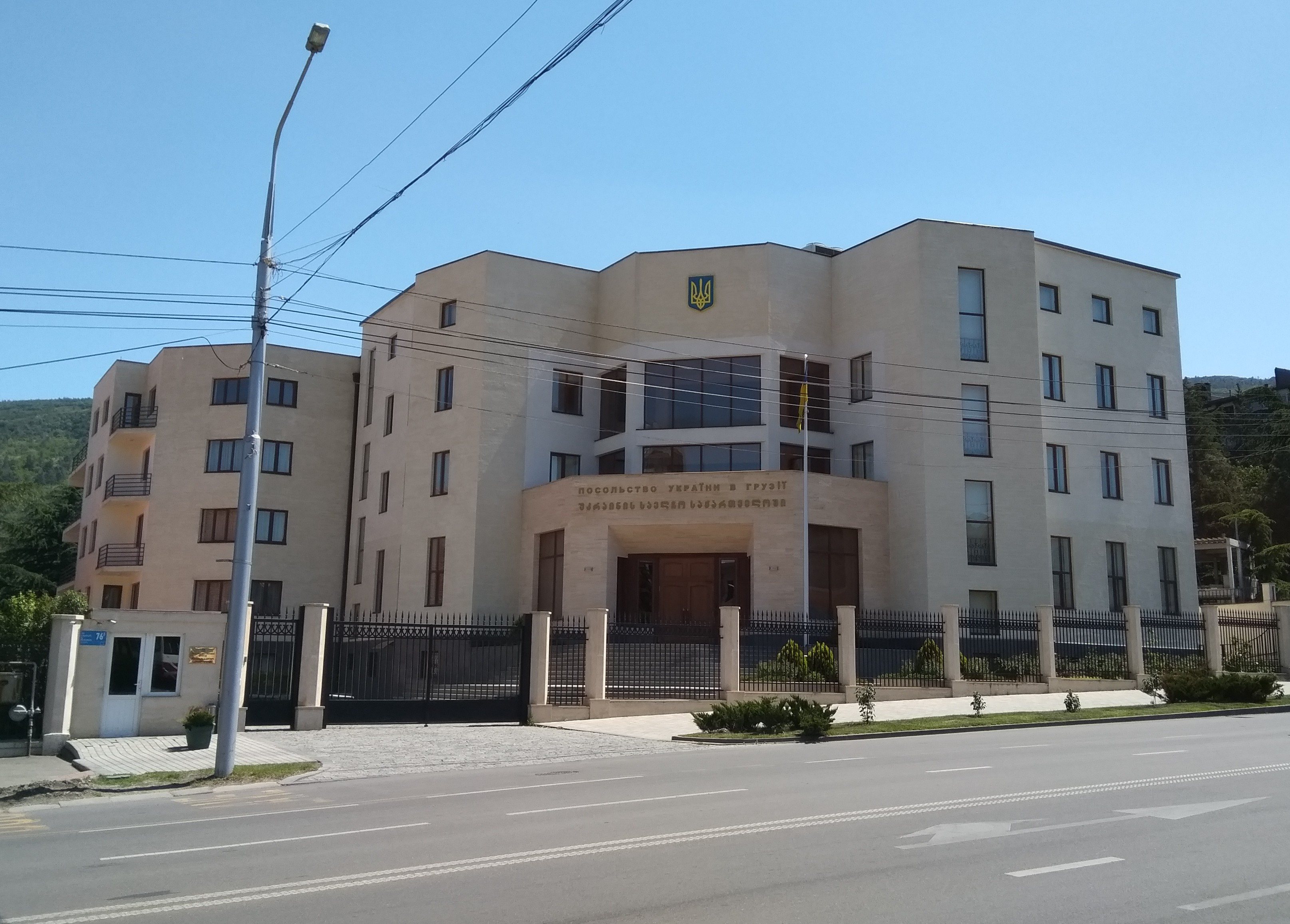
سفارة أوكرانيا
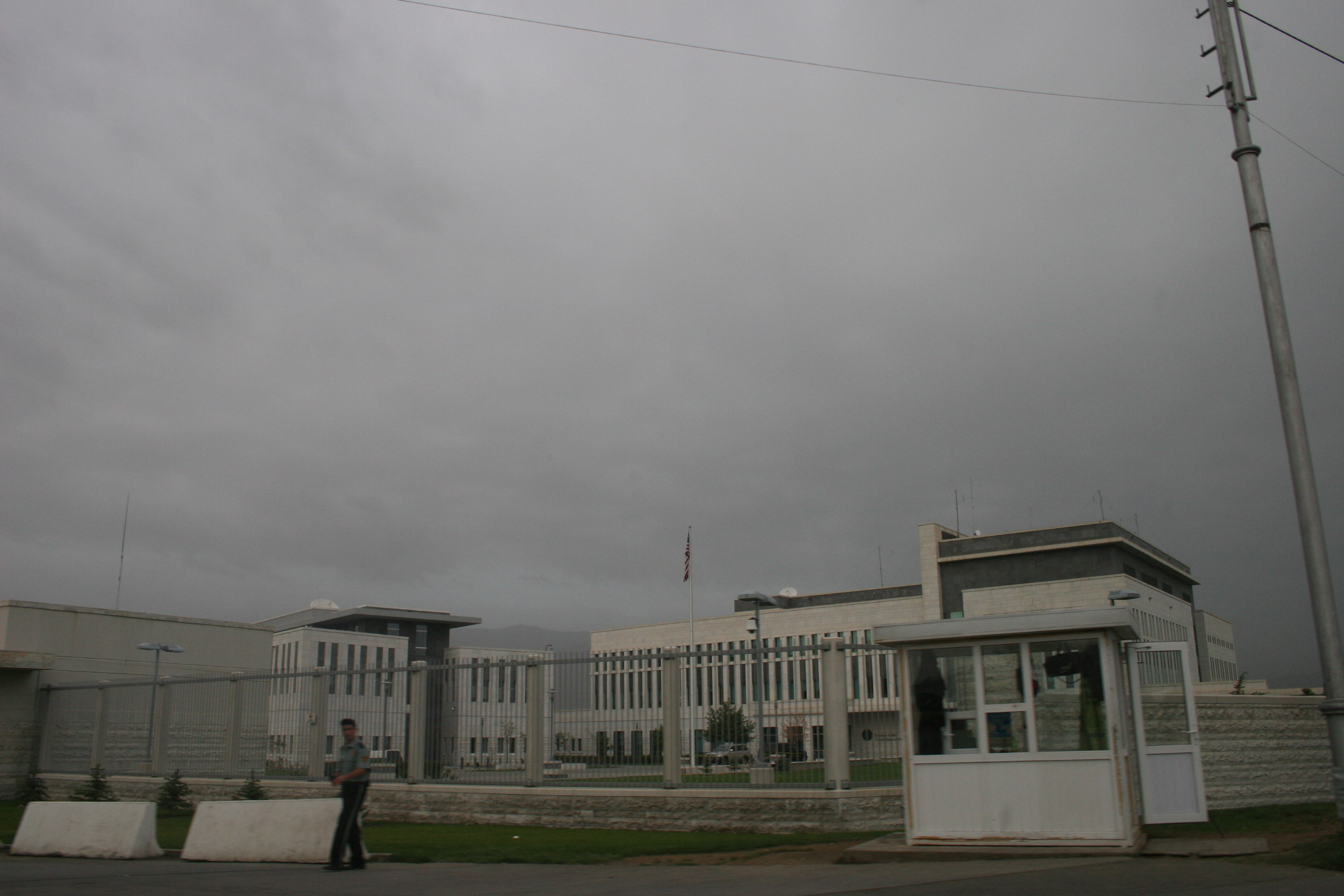
سفارة الولايات المتحدة

القنصلية العامة في باتومي
- أرمينيا
- أذربيجان
- إيران[2]
- تركيا
- أوكرانيا

مقيم في باكو ، أذربيجان :
مقيم في وارسو، بولندا :
- تشيلي
- نيوزيلندا
- بنما

مقيم في يريفان، أرمينيا :
- مصر
- الهند
- الكويت
- لبنان

## روابط خارجية
- قائمة السفارات